# Smradlavá
Smradlavá je přírodní památka severně od obce Karolinka v okrese Vsetín. Oblast spravuje AOPK ČR Správa CHKO Beskydy. Důvodem ochrany je dochovaná část přirozeného lesního porostu s výskytem vzácných druhů rostlin a živočichů.

## Galerie

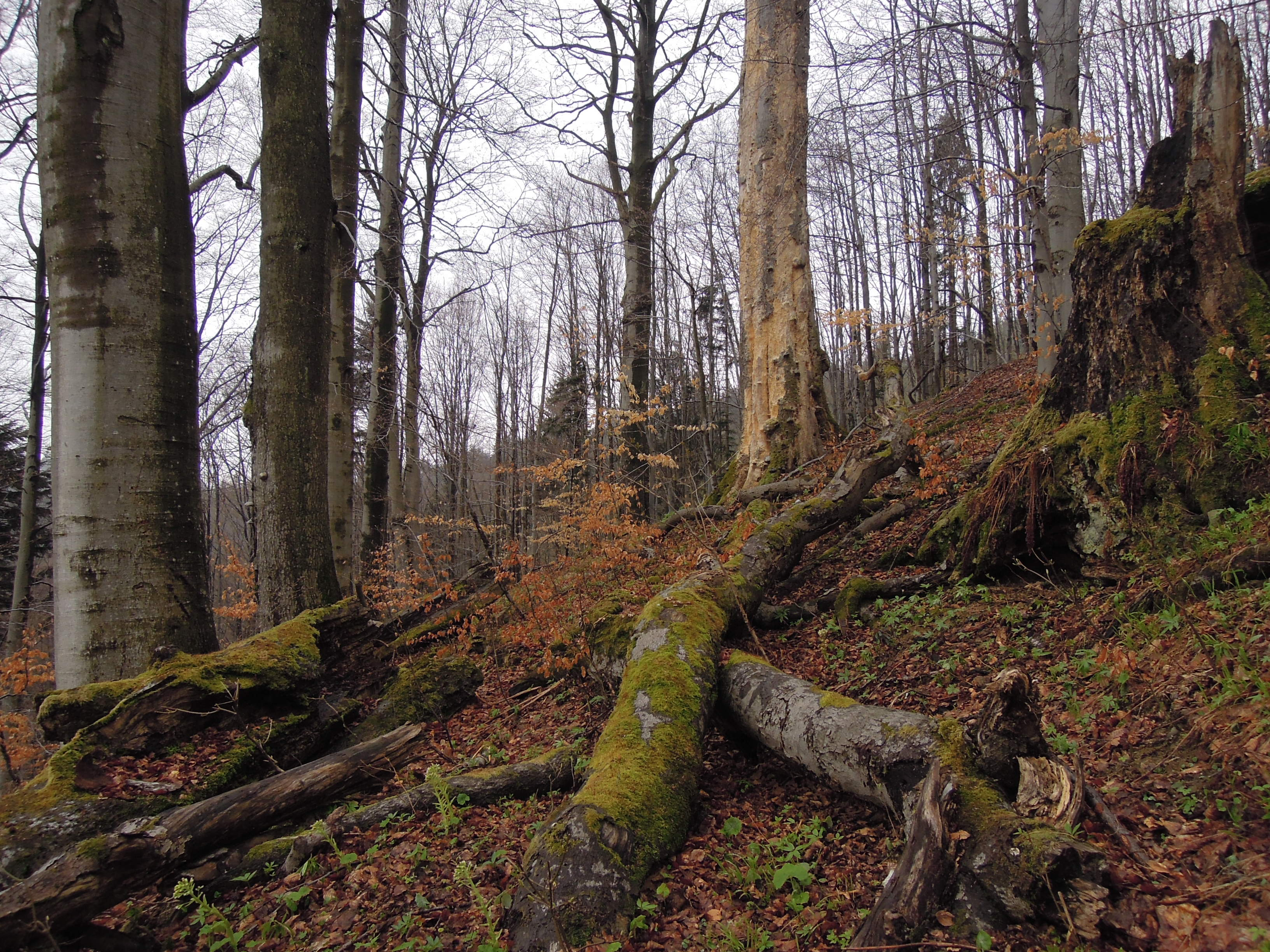
Lesní porost na Smradlavé
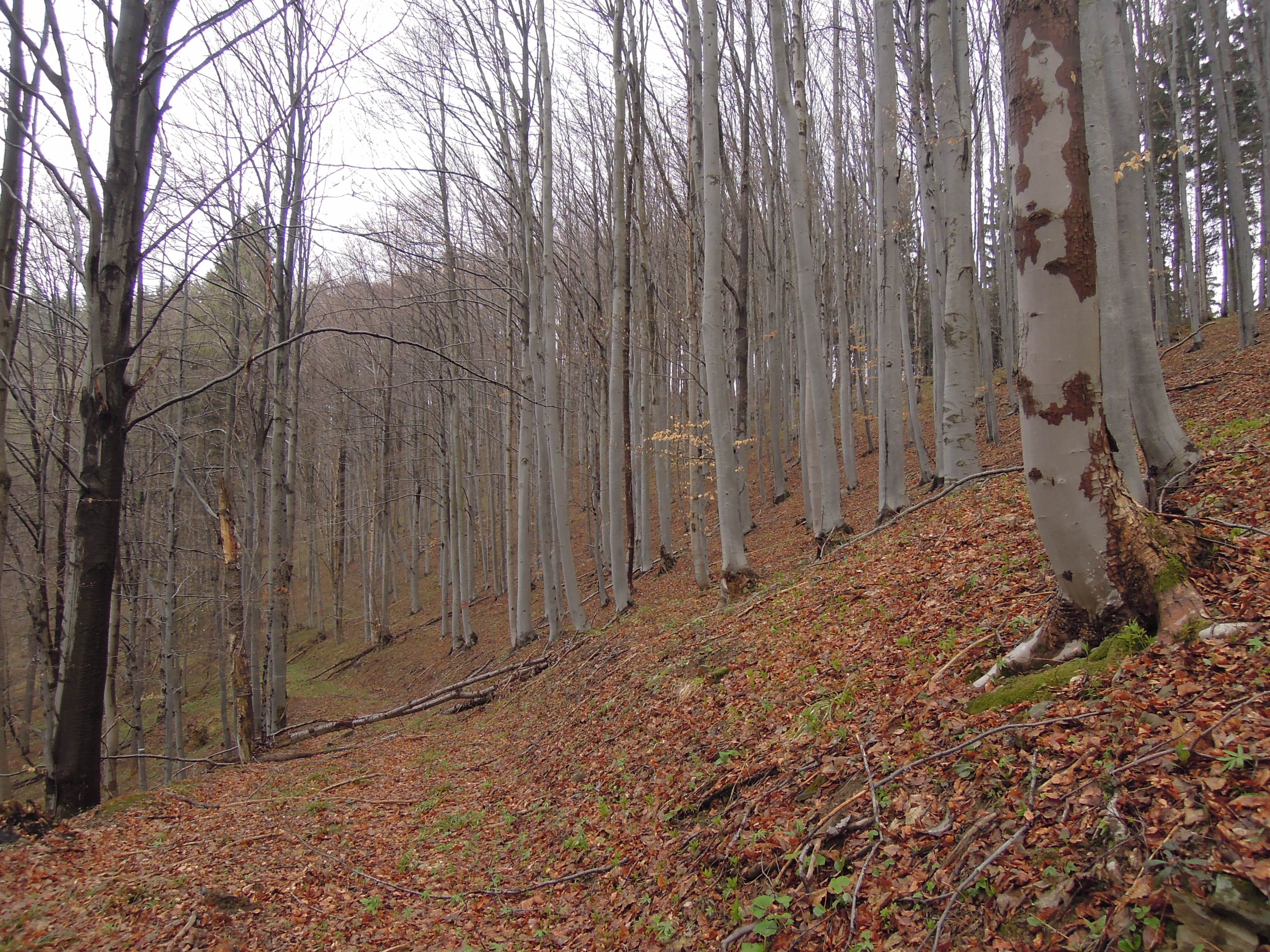
Přírodní památka Smradlavá
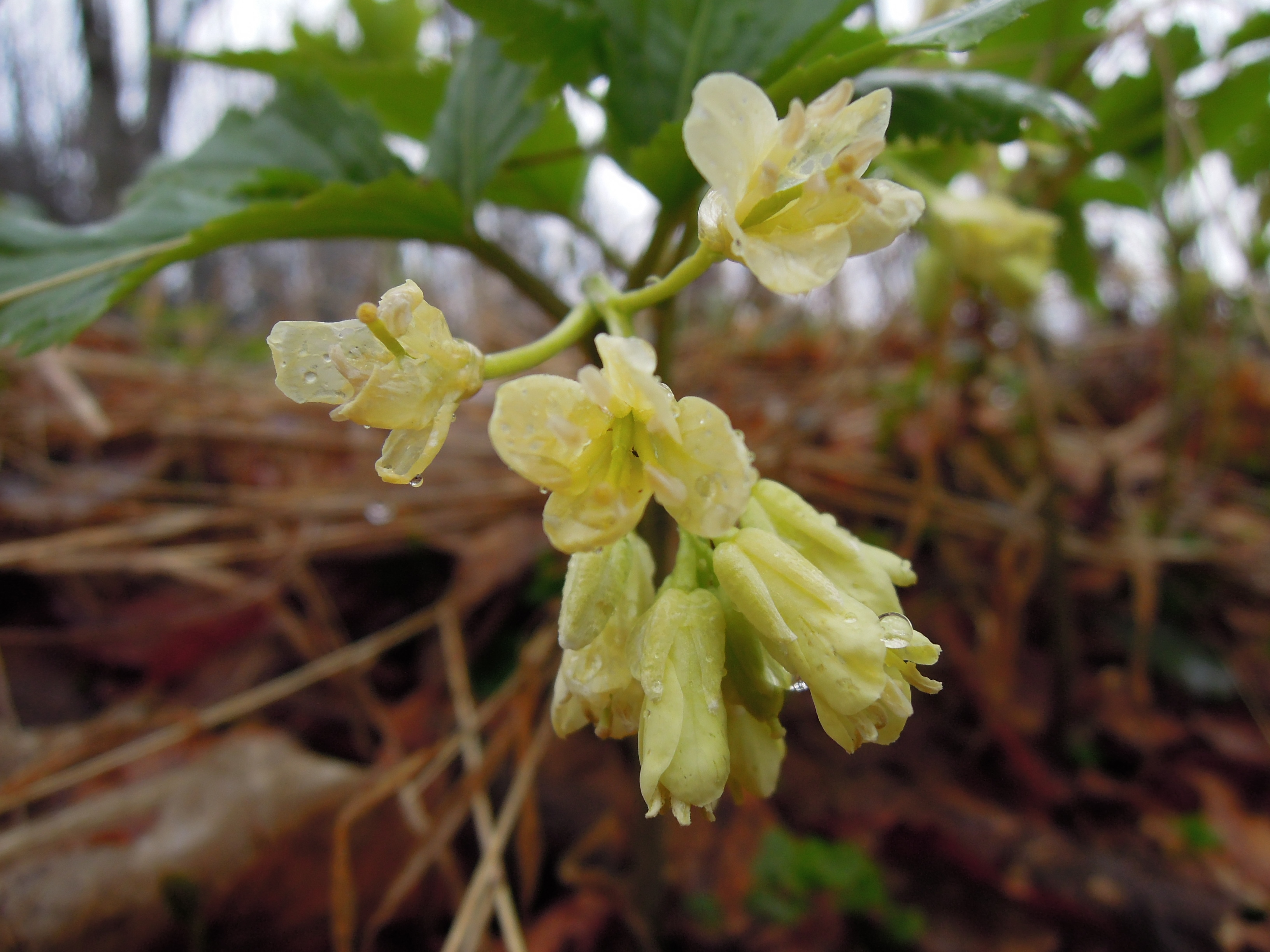
Kyčelnice devítilistá